# Aix-les-Bains
Aix-les-Bains je zdraviliško mesto in občina v vzhodnem francoskem departmaju Savoie regije Rona-Alpe. Leta 2008 je mesto imelo 27.095 prebivalcev.

## Geografija
Kraj leži v Savoji ob vzhodni obali jezera Bourget, 10 km severno od Chambéryja.

## Administracija
Aix-les-Bains je sedež kantona Aix-les-Bains-Center s 16.328 prebivalci. Južni del občine se nahaja v kantonu Aix-les-Bains-Jug s sedežem v Drumettaz-Clarafondu, severni del občine pa v kantonu Aix-les-Bains-Sever-Grésy s sedežem v Grésy-sur-Aix. Vsi trije kantoni so sestavni deli okrožja Chambéry.

## Zgodovina
Aix-les-Bains je bil poznan kot zdravilišče že v rimskem obdobju, tedaj sprva kot Aquae, v spomin na umorjenega rimskega cesarja Gracijana v bližnjem Lugdunumu pa Aquae Gratianae, tudi Allobrogum Aquae Gratanae in Aquae Gratianopolis. 

## Zanimivosti
- dvorec Château de la Roche du Roi iz začetka 20. stoletja, francoski zgodovinski spomenik,
- notredamska cerkev bizantinskega pridiha, grajena v obdobju 1890-1905,
- Muzej Faure, ustanovljen 1942, vsebuje slikarsko zbirko impresionistov, dela kiparja Rodina in keramiko,
- žvepleni izviri imajo temperaturo od 43 do 45 °C, voda je primerna tako za pitje kot hidroterapijo.

## Šport
Od leta 1949 do 1961 je bila na ozemlju Aix-les-Bainsa postavljena začasna dirkalna proga, imenovana Circuit du Lac, na kateri so se zvrstile tekme od Grand-Prix Formule 2 preko Formule Junior do Grand-Prix Motorcycla.

## Pobratena mesta
- Fairbanks (Aljaska, ZDA)
- Kislovodsk (Rusija),
- Milena (Italija),
- Moulay Yacoub (Maroko),
- Rosemère (Québec, Kanada).